# Wieża Bismarcka w Elblągu
Wieża Bismarcka w Elblągu – już nieistniejąca, jedna z 13 drewnianych wież Bismarcka znajdująca się w elbląskim parku Bażantarnia.

## Historia
Wieża powstała z inicjatywy Hermanna Schrötera, właściciela mleczarni w Winnicy koło Stagniewa. Na miejsce budowy wybrano wzgórze o wysokości 141 m n.p.m. Około 1904 roku odbyło się uroczyste otwarcie, w przyszłości miała tam stanąć murowana wieża. Wieżę zburzono w latach 1943–1946.

## Dane techniczne
- wysokość: 12 metrów
- wykonanie: drewno